# پدرو آلنسو
پدرو گونزالس آلنسو (اسپانیایی: Pedro González Alonso‎؛ زادهٔ ۲۱ ژوئن ۱۹۷۱) بازیگر و نویسنده اهل اسپانیا است. وی از سال ۱۹۹۵ میلادی تاکنون مشغول فعالیت بوده‌است.
از فیلم‌ها یا برنامه‌های تلویزیونی که وی در آن نقش داشته‌است، می‌توان به شخصیت برلین سریال خانه کاغذی، آگاهی، سفارت، هر آنچه بخواهی و سکوت باتلاق اشاره کرد.

## زندگی
پدرو آلنسو متولد ۲۱ ژوئن ۱۹۷۱‌ در ویگو اسپانیا است. وی در مدرسه سلطنتی هنرهای دراماتیک (RESAD) در مادرید تحصیل کرده و در سال ۱۹۹۲ فارغ التحصیل شده است، همچنین در تئاتر رقص نیز عضویت ویژه داشته  است. آلنسو با تاتیانا جوردجویچ متخصص هیپنوتیزم و پاریسی در ارتباط است. وی همچنین از یک رابطه قبلی دارای یک دختر به نام اوریل (زاده ۱۹۹۸) است.